# Висоґотувек
Висоґотувек (пол. Wysogotówek) — село в Польщі, у гміні Котлін Яроцинського повіту Великопольського воєводства.
Населення — 238 осіб (2011).
У 1975-1998 роках село належало до Каліського воєводства.

## Демографія
Демографічна структура станом на 31 березня 2011 року:
|          | Загалом | Допрацездатний вік | Працездатний вік | Постпрацездатний вік |
| -------- | ------- | ------------------ | ---------------- | -------------------- |
| Чоловіки | 114     | 25                 | 80               | 9                    |
| Жінки    | 124     | 36                 | 71               | 17                   |
| Разом    | 238     | 61                 | 151              | 26                   |